# ميهاي إمينسكو
ميهاي إمينسكو (بالرومانية: Mihai Eminescu)‏ (15 يناير 1850 - 15 يونيو 1889)، كان شاعراً من المدرسة الرومانسية"، كما كان روائيّاً وصحافيّاً، كثيراً ما كان يُصنّف كأحد أكثر الشّعراء الرّومان شهرة وتأثيراً.
عمل إمينسكو كواحدٍ من الأعضاء الناشطين في جمعية "junimea" (الشبيبة) الأدبيّة وعمل أيضاً محرّرا لصحيفة timpul(الزمان)، والتي كانت الصحيفة الرسميّة للحزب المحافظ. نُشر شعره للمرّة الأولى عندما كان في السادسة عشرة من عمره، ثم ذهب إلى فيينا لاستكمال تحصيله العلمي عندما كان في التاسعة عشرة.
تضمّ مخطوطاته 46 مجلّداً وما يقارب ال14000 صفحة، قام "تيتو مايوريسكو" بتقديمها كهبةٍ للأكاديميّة الرومانيّة خلال الاجتماع الذي عُقد في 25 يناير 1902. من أبرز أعماله luceafarul (نجم المساء)، '"oda in metru antic (نشيدٌ بالوزن القديم)، والرّسائل الخمسة. كان يُكثر من تناول المواضيع الميتافيزيقيّة والأسطوريّة والتاريخيّة في قصائده.

## الحياة

### العائلة
كان والده يدعى جورجي إيمينوفيتش من كالينيشت، وهي قريةٌ مولدافيّة في مقاطعة سوتشيافا, بوكوفينا، والتي كانت في حينها خاضعةً للإمبراطوريّة النمساويّة.
عبر والده الحدود متجهاً نحو مولدوفا واستقرّ في إبوتيشت، بالقرب من بلدة بوتوشان. تزوّج من رالوكا لوراشكو، وكانت سليلة إحدى العائلات المولدافيّة القديمة والأرستقراطيّة.
في سجلٍ لأعضاء جمعيّة جونيميا، قام إيمنسكو نفسه بتدوين تاريخ ولادته في 22 ديسمبر 1849 وفي وثائق الجمنازيوم«الثانويّة الألمانية» في تشيرناوتس حيث تلقّى إمينسكو تعليمه، سُجل تاريخ ولادته في 14 ديسمبر 1849. ومع ذلك فقد قام تيتو مايوريسكو في عمله إمينسكو والقصائد(1889) وبعد كمٍّ من الأبحاث والاستعانة بالعديد من المراجع، قام بتحديد تاريخ مولد الشاعر إمينسكو في 15 يناير 1850، في مدينة بوتوشان، أكد هذا التاريخ من قبل شقيقة إمنيسكو الكبرى.

### سنواته المبكّرة
ميخائيل أو ميهاي، وُلد في بوتوشان مولدوفا، قضى سنيّ طفولته الأولى في بوتوشان وإيبوتشت، في بيت العائلة مع والديه، ثم التحق بالمدرسة في تشيرناوتس ما بين العامين 1858 و 1866، وبعد أن أنهى الصف الرابع، حيث كان الخامس من ضمن 82 طالب، التحق بالجيمنازيوم (مدرسة ألمانية) لسنتين.
أولى تجلّيات إمينسكو ككاتب كانت في العام 1866، ففي شهر يناير/كانون الثاني من ذلك العام توفي المدرس الروماني أرون بومنول فقام طلّابه في تشيرناوتس بنشر كتيّب بعنوان «دموع طلاب الجيمنازيوم»، وكان يضم قصيدة بعنوان «عند ضريح أرون بومنول»، كانت بتوقيع ميهاي إمينوفيتش.

## مسيرته المهنية
تم نشر قصيدته"de as avea"(لو كان عندي) في مجلّة يوسف فولكان الأدبية "familia"(العائلة). ومنذ ذلك الحين بدأت عملية النشر لمجموعة من القصائد. لم يكن يوسف فولكان معجباً باللاحقة السلافيّة لاسم عائلة الشاعر «إمينوفيتش»، وقد كان هو من اقترح عليه أن يستعيض عنها باللاحقة الرومانيّة ليصبح اسمه ميهاي إمنيسكو.
التحق في العام1867 بفرقة يورغو كاراجيالي ككاتبٍ وملقّن، وفي العام التّالي انتقل إلى فرقة ميهاي باسكالي، كلا الفرقتان كانتا من أهم الفرق المسرحية في رومانيا في تلك الحقبة من الزمن، وما لبث أن استقر في بخارست ليعمل ككاتب للمسرح القومي، واستمر خلال هذه المرحلة بكتابة ونشر أشعاره. لقد كان يقوم بتسديد أجر منزله عن طريق ترجمة مئات الصفحات لكتاب هينريك تيودور روشر، في هذه الأثناء كان يقوم بكتابة روايته geniu pustiu «العبقري الضائع» والتي نشرت بشكلها الغير مكتمل في العام 1904.
في 1 أبريل 1869 شارك إمنسكو في تأسيس حلقة "orient "(الشرق) الأدبيّة. والتي كانت تهتم بجمع الفلكلور الروماني، والمستندات المتعلقة بتاريخ الأدب الرومانيّ، في 29 يونيو/حزيران تم تكليف أعضاء الحلقة بالذهاب إلى محافظات مختلفة في رومانيا، كُلف إمينسكو بالذهاب إلى مولدوفا، وهناك قام إمينسكو بتجديد علاقته مع عائلته، في صيف العام 1869 ترك فرقة باسكالي وسافر إلى تشيرناوتس وياش، اتفق مع والده على أن يذهب إلى فيينا لاستكمال دراسته في الخريف.
كما العادة استمر إمينسكو بالكتابة وبنشر منتوجه الشعري، وبمناسبة وفاة الحاكم السابق لفلاقيا، باربو ديميتري شتيربي، قام بإصدار كتيّب بعنوان عند وفاة الحاكم شتيربي.
تابع دراسته ما بين العامين 1869 و 1872 في فيينا، تم اعتباره "مستمع فوق العادة" في كلية الفلسفة والقانون، كان يتميّز بالنشاط خلال حياته كطالب. صادَق"يوان سلافيتش" وعرف فيننا من خلال"فيرونيكا ميكل": أصبح مساهماً في الحوارات الأدبيّة، والتي حُررت من قبل"junimea"، كان لرؤساء هذه المنظمة الثقافيّة وهم بيتر كارب، فاسيلي بوغور، ثيودور روسيتتي، ياكوب نيكروتزي، وتيتو مايوريسكو أثراً سياسيّاً وثقافيّاً على إمينسكو لما تبقّى من حياته. في العام 1870 كتب إمينسكو ثلاثة مقالات باسم مستعار "فاررو" ومن ثمّ أصبح صحافيّاً في صحيفة "albina (النحلة) في بيست. بين العامين 1872 و1874 استكمل دراسته في برلين مستفيداً من منحة دراسيّة من "junimea"
بين العامين 1874 و 1877 عمل إمينسكو كمديرٍ للمكتبة المركزيّة في ياش، كما عمل كمدرسٍ بديل ومفتشٍ مدرسيّ في أرياف ياش وفاسلوي ومحرّراً في صحيقة "curierul de iasi"(مرسال ياش).و كلّ هذا بفضل صداقته مع تيتو مايوريسكو، رئيس "junimea" ورئيس جامعة ياش. واصل النشر في حوارات أدبيّة. أصبح صديقاً مقرباً لأيون كريانغا. والذي استطاع إمينسكو أن يقنعه بالانخراط في الكتابة والانضمام لنادي "junimea" الأدبي.
انتقل في العام 1877 إلى بخاريست، حيث عمل حتى العام 1883 كصحافي. ومن ثم كرئيس تحريرٍ في صحيفة "timpul" (الزّمان).في هذه الفترة قام بكتابة "scrisorile" الرّسائل"luceafarul" نجم المساء"oda in metru antic"نشيد بالوزن القديم. معظم الافتتاحيات المميّزة كتبها في هذه الفترة، عندما كانت رومانيا تحارب الإمبراطورية العثمانية في الحرب التركية الروسية في الفترة مابين 1877-1878 وخلال السباق الدبلوماسيّ الذي أدى في النهاية إلى الاعتراف الدولي باستقلال رومانيا شرط منحها المواطنة الرومانية لجميع الرعايا من ذوي العقيدة اليهودية. اعترض إمنيسكو على هذا البند وعلى بند آخر في معاهدة برلين، حيث كان على رومانيا أن تتنازل عن جنوب بيسارابيا لروسيا مقابل ضمّها لشمال دوبروجا والتي كانت في السّابق ولاية عثمانيّة مطلّة على البحر الأسود.

## المرض والوفاة
في يونيو/حزيران من العام 1883 وقَع الشاعر صريع مرضٍ خطير، في ديسمبر من العام 1883 أُطلق مجلّده "poesii"(أشعار). هناك عدة أقوال بشأن السّبب وراء وفاة إمينسكو المبكرة فالبعض أرجعها لتسمّم بالزئبق والبعض الآخر لإصابته بمرض الزهري، وتوفي الشاعر في 15 يونيو من العام 1889.

## أعماله
اعتبر المؤرخ الروماني نيكولاي يورغا إمينسكو، عرّاب اللّغة الرّومانيّة الحديثة، وهناك إجماعٌ على الاحتفاء بالشاعر بصفته الأهم والأكثر تمثيلاً للشعر الروماني.

### الشّعر
تناول إمينسكو في أعماله مواضيع متنوعة، فمن الطّبيعة والحب إلى الكراهية والنقد الاجتماعي. عمل على استحضار سنوات طفولته في شعره المتأخّر بكثيرٍ من الحنين.
تُرجمت قصائد إمنيسكو إلى ما يزيد عن الستين لغة. كان لحياته ولأشعاره تأثيراً قويّاً على الثقافة الرّومانيّة حيث يتم تدريس شعره بشكل موسع في المناهج الرسمية في رومانيا، أبرز قصائده:
- . دوينا (الاسم يرمز لنمط من الغناء الروماني التقليدي)
- .lacul (البحيرة)1876
- .luceafarul(نجم المساء)1883
- .floarea albastra(الزهرة الزرقاء)1884
- .dorinta (الأمنية)1884
- .seara pe deal(مساءً فوق التل)1885
- .o,ramai(أه، فلتبق)1884
- .epigonii(التابعين، المريدين)1884
- .scrisori(رسائل)
- .si daca (و إذا ما..)1883
- .oda in metro antic(قصيدة بالوزن القديم)1883
- .mai am un singur dor(مازال عندي أمنية وحيدة)1883
- .la steaua(إلى النجمة)1886

### النّثر
- Fat-frumos din lacrima.(مقتبس من حكاية شعبية رومانية «دموع الفارس الوسيم»
- .geniu pustiu(العبقري الضائع)
- .sarmanul dionis(ديونيس المسكين)
- .cazara(القيصر)

## الثّقافة الرومانيّة

### الشاعر العبقري
كان إمينسكو في العشرين من عمره عندما صنفه تيتو مايوريسكو الذي كان يحتل موقعاً رفيعاً بين نقّاد عصره «كشاعر مكتمل الشروط»، وذلك في أحد أعماله، والتي لم ينجو فيها إلا عدد قليل من الشعراء الرومان من انتقادات مايوريسكو اللاذعة. تزايدت أهمية إمينسكو كشاعرٍ بشكل متواصل ويعزى ذلك إلى (1) إثرائه اللّغة الأدبيّة بالكثير من الكلمات والجمل من كافة أقاليم رومانيا، ومن نصوص قديمة، وبكلماتٍ جديدةٍ اجترحها من قراءاته للفلسفة (2)جرأته في استخدام الألفاظ المجازيّة، والتي كانت نادرة الاستخدام في الشعر الروماني ما قبل إمينسكو (3)قيامه بالنشر في جميع المحافظات الرومانية واهتمامه بمشاكل الرومان أينما كانوا. قدّم نفسه كرومانتيكي، في قصيدة موجهة لنقّادي (criticilor mei). وفاته الغير متوقعة وحياته ذات النمط البوهيمي (لم يسعى للمناصب أو لزوجة أو ثروة) جعلت الكثيرين يربطون بينه وبين شخصية العبقريّ الرومانتيكية في عمله "geniu pustiu"(العبقري الضائع). كان لديه الكثير من المريدين. حظيت قصيدته "luceafarul")نجم المساء) باهتمام كبير جداً.
أكثر التحليلات النفسيّة ملامسةً للحقيقة فيما يتعلق بإمينسكو أنجزت من قبل كاراجيالي، والذي قام بنشر ثلاثة مقالات صغيرة حول هذا الموضوع، في النيرفانا، سخرية، مذكرتان. تكلم كاراجيالي عن حياة إمينسكو حيث وصفها «بالتأرجح المتواصل مابين موقفيّ الانطواء على الذات والانفتاح على الآخرين» ومما قاله:
هكذا عرفته من جديد، وهكذا بقي حتى اللحظات الأخيرة، مبتهجاً وحزيناً، اجتماعيّاً ونزقاً، دمثاً وفظّاً، لقد كان يشعر
بالامتنان من كل شيء وغير راضٍ عن بعض الأشياء، هنا كان
زاهداً كناسك، وهناك كان توّاقاً لملذات الحياة، أحياناً كان يهرب
من الناس إلا أنه ما يلبث أن يعود ليبحث عنهم، كان غير مهتم
لدرجة العزوف عن الحياة ومندفعاً كفتاة متحمسة، مزيج غريب!
لفنّانٍ سعيد، وإنسانٍ تعيس!
الصورة التي رسمها تيتو مايوريسكو عن الشاعر إمينسكو في دراسته إمينسكو والقصائد حرصت على التركيز على الجوانب الانطوائيّة الطاغية في شخصيّته.روّج تيتو مايوريسكو لصورة الشاعر الحالم الذي كان بعيداً كل البعد عن الواقع، والذي لم يعاني بسبب من ظروفه الماديّة، متجاهلاً مديح الآخرين واستهزائهم، فسمته الرئيسية كانت «الصفاء المجرد».

## شاعر قوميّ
نُصّب كشاعر رومانيا القومي. ليس لأنه عاش وكتب في حقبة الصعود القومي، بل لأنه كان يُحتفى به ككاتبٍ عظيم الشأن في كل المحافظات الرومانيّة. وإلى يومنا هذا، يعتبر إمينسكو الشّاعر القومي لرومانيا ومولدوفا وللرومان الذين يعيشون في الشّطر الأوكراني المحتل من بوكوفينا.

## الشّاعر الأيقونة
يتواجد إمينسكو في كلّ مكانٍ من رومانيا الحديثة. تماثيله في كل مكان. طبعت صورته على الأوراق النقديّة: العديد من المدارس تحمل اسمه. يتم الاحتفال سنويّاً بذكرى ميلاده ووفاته في العديد من المدن الرومانيّة.

## التراث العالمي
تم تشييد صرحٍ تخليديٍّ لذكرى كل من إمينسكو الروماني ومحمد إقبال الباكستاني في إسلام آباد، في 15 يناير/كانون الثاني من العام 2004, وذلك للتأكيد على عمق العلاقات الرومانيّة الباكستانيّة من جهة، وعلى حوار الحضارات الذي يتعزّز من خلال التقدير المتبادل للتراث الشعريّ لكلا الطرفين من جهةٍ أخرى.في العام 2004 شُيّد تمثالٌ لإمينسكو في مونتريال كندا.

## التوجهات السياسية
نظراً لاتجاهاته القوميّة المحافظة، تم تبني إمنيسكو كأيقونة من قبل اليمين المحافظ. استطاع إمينسكو وانطلاقاً من موقعه كمسيحيّ أورثذكسي أن يتناول مواضيع تخصّ البوذيّة والمسيحيّة واللاأدريّة والإلحاد.

## تراجم إلى اللغة العربية
قصائد حب غنائية – ميهاي إمينسكو ترجمة كامل عويد العامري وغيورغي تسارليسكو. بغداد 1998

## معرض صور

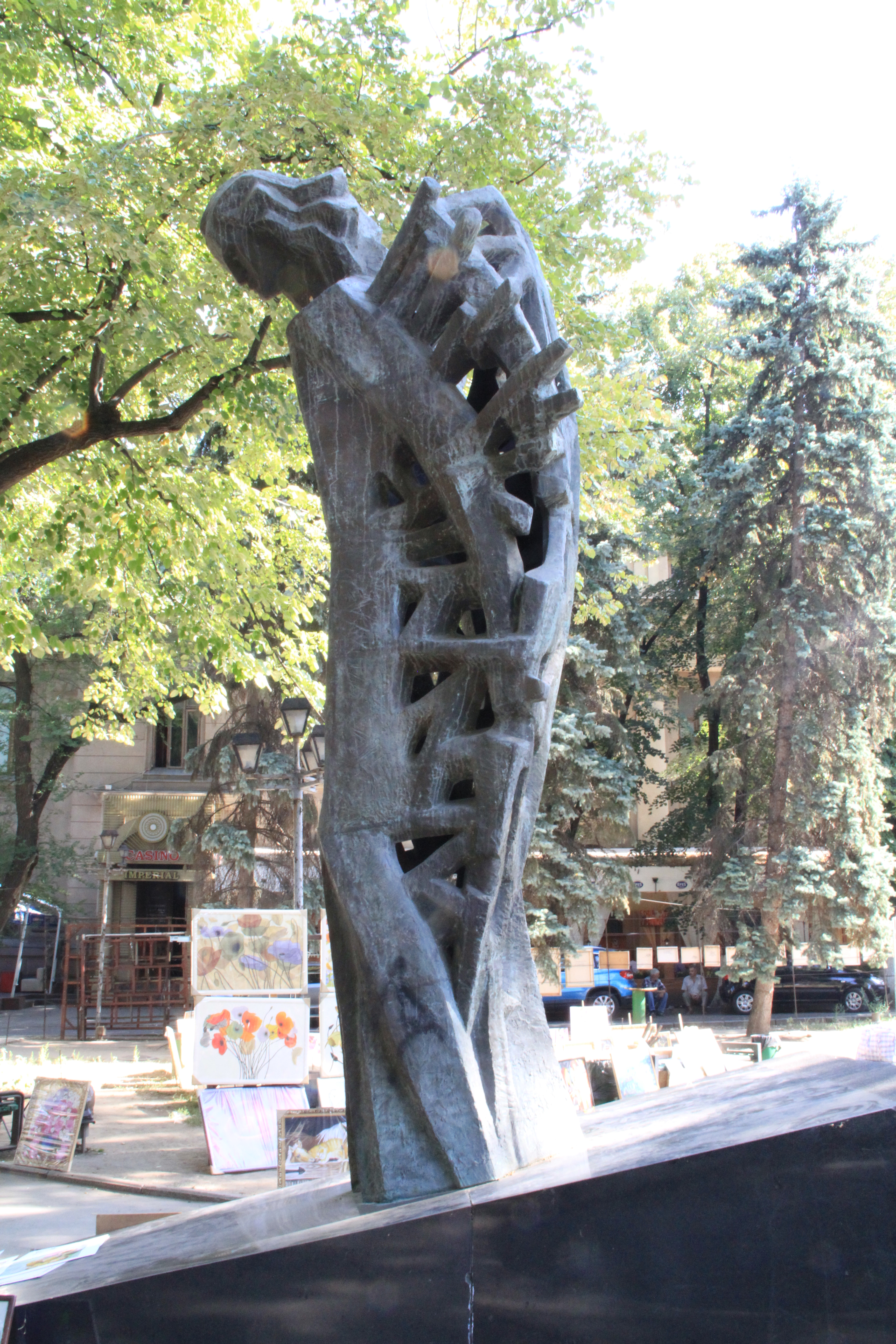
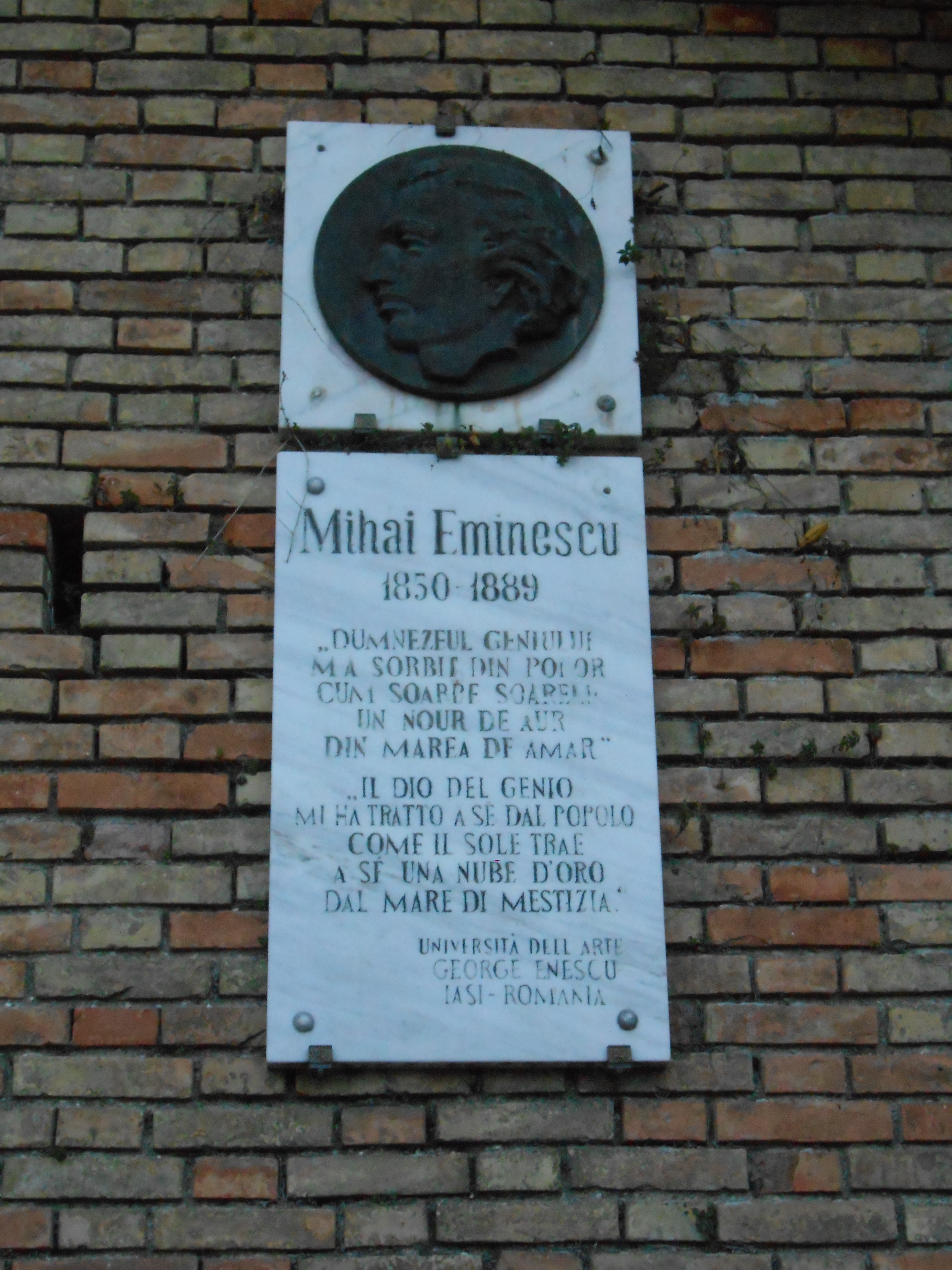
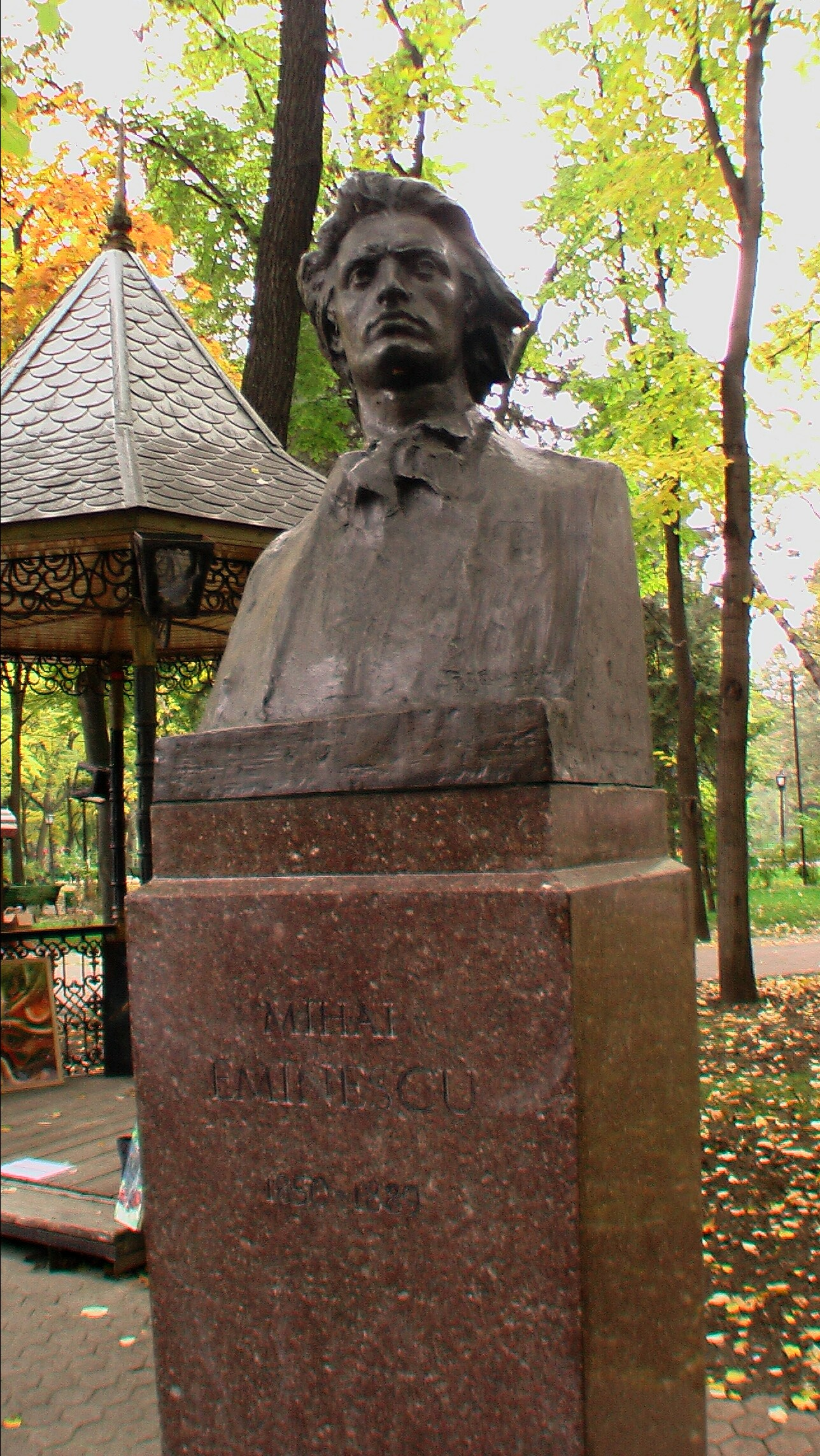
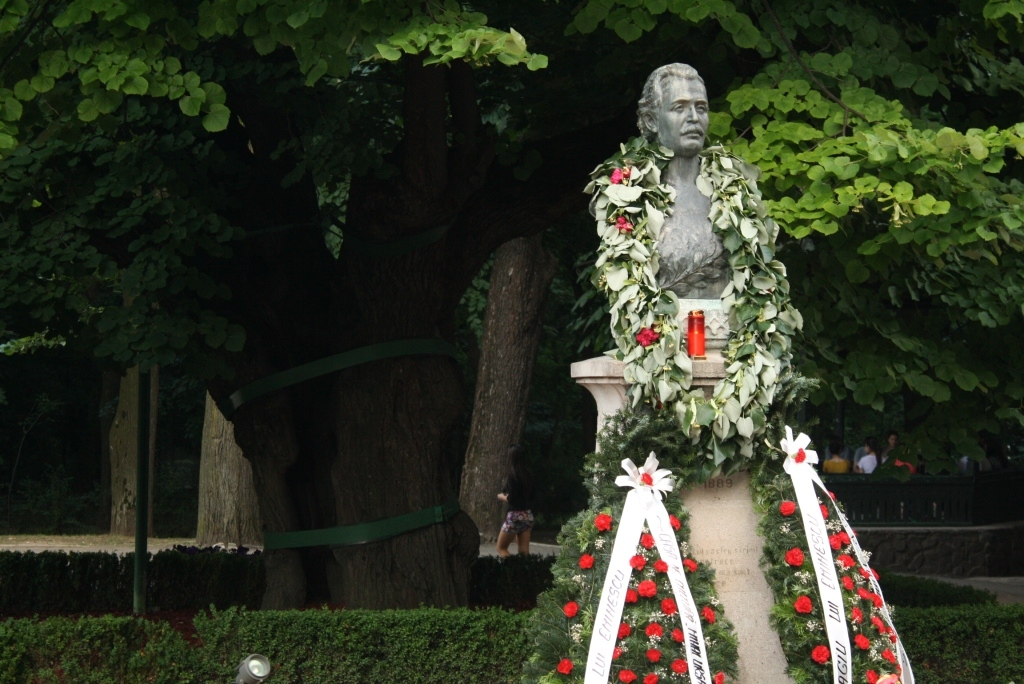
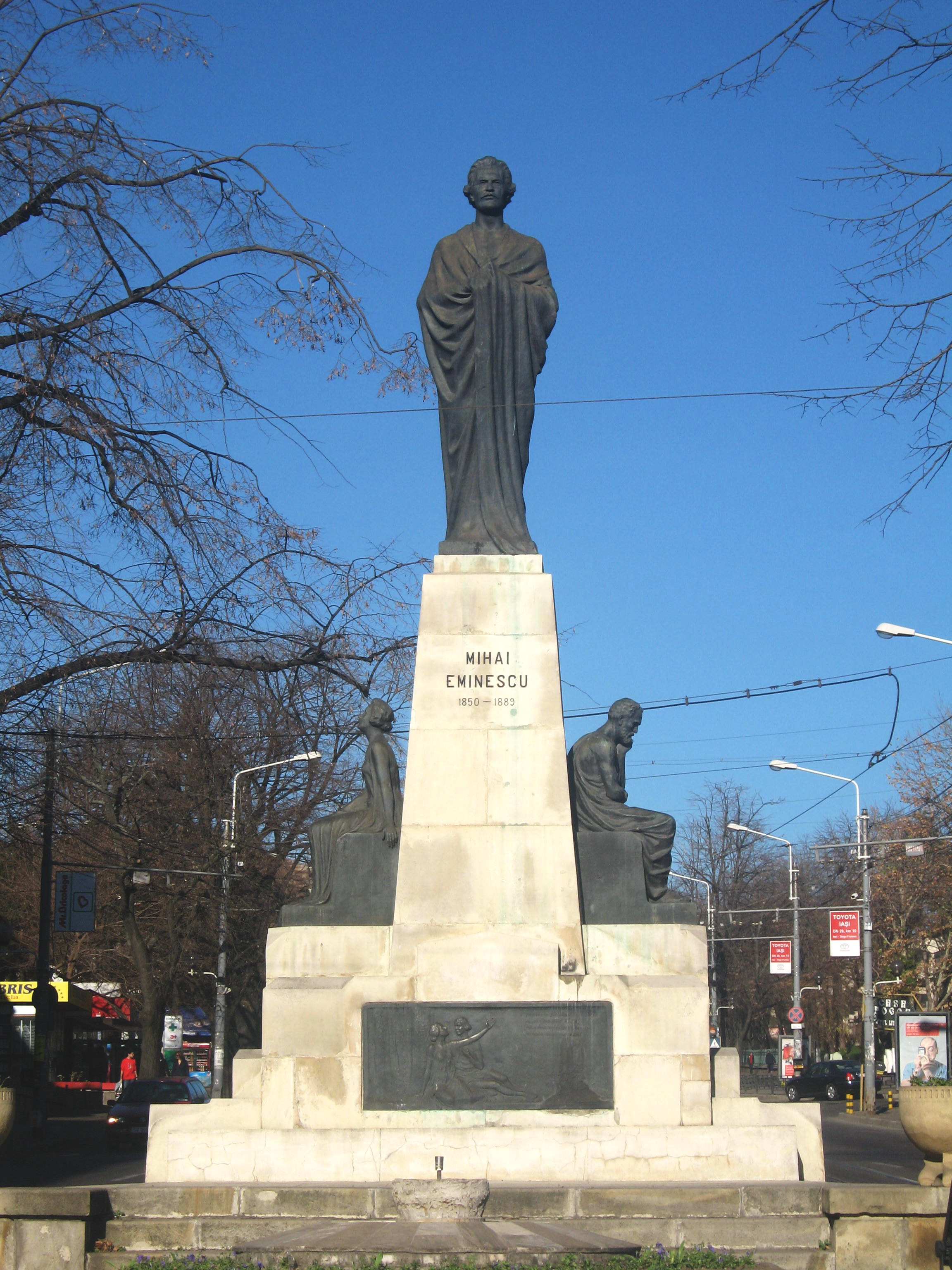

## روابط خارجية
- ميهاي إمينسكو على موقع الموسوعة البريطانية (الإنجليزية)
- ميهاي إمينسكو على موقع ميوزك برينز (الإنجليزية)
- ميهاي إمينسكو على موقع إن إن دي بي (الإنجليزية)
- ميهاي إمينسكو على موقع ديسكوغز (الإنجليزية)